# Chase Stadium
O Chase Stadium (anteriormente DRV PNK Stadium e Inter Miami CF Stadium) é um estádio de futebol em Fort Lauderdale, Flórida, construído no terreno do antigo Lockhart Stadium . O estádio com 21.550 lugares é a casa temporária do Inter Miami CF da Major League Soccer até a conclusão do Miami Freedom Park em Miami e a casa permanente do clube reserva Fort Lauderdale CF, que disputa a USL League One, . O estádio está orientado de norte a sul para a configuração do futebol, de forma que o sol não está nos olhos dos goleiros. O estádio é a sede principal da equipe e da academia de juniores, além de outros campos de treinamento.

## História
Os Fort Lauderdale Strikers anunciaram em 2016 que não iriam mais jogar no Lockhart Stadium, após o qual o estádio caiu em um estado de abandono. Em janeiro de 2019, a equipe de expansão da Major League Soccer Inter Miami CF anunciou suas intenções de buscar o Lockhart Stadium para servir como campo de treinamento do clube para o seu primeiro time, categorias de base e pro seu futuro time da United Soccer League (USL) Fort Lauderdale CF. O conselho da cidade de Fort Lauderdale aprovou por unanimidade a oferta da Inter Miami para o local do Lockhart Stadium em março de 2019. Em abril, a Comissão Municipal de Fort Lauderdale autorizou a Inter Miami a iniciar o processo de demolição. Em 9 de julho de 2019, a Comissão da Cidade de Fort Lauderdale aprovou por unanimidade um contrato de arrendamento de 50 anos para o local do Lockhart Stadium com a Inter Miami; sob os termos do acordo, a cidade de Fort Lauderdale manterá a propriedade da propriedade, enquanto a Inter Miami será responsável pela construção, operação e manutenção das novas instalações.
Em 13 de novembro de 2019, o Inter Miami CF anunciou que a partida inaugural do clube em casa estava marcada para 14 de março de 2020, contra o LA Galaxy . A primeira partida foi atrasada devido à pandemia COVID-19 para 22 de agosto de 2020. 
A primeira partida de futebol disputada no estádio foi disputada a portões fechados em 18 de julho de 2020. A partida contou com o time reserva do Inter Miami, Fort Lauderdale CF, que recebeu o Greenville Triumph SC em uma partida da USL League One . O Fort Lauderdale perdeu a partida por 0–2. 
Em 20 de fevereiro de 2024, um dia antes da partida de abertura da nova temporada de 2024, o clube anunciou uma parceria plurianual com a JPMorgan Chase. O estádio foi então rebatizado para Chase Stadium com efeito imediato.